# Irene von Meyendorff
Irene von Meyendorff, gebürtig Irene Isabella Margarethe Paulina Caecilia Freiin von Meyendorff (* 6. Juni 1916 in Reval, Russisches Kaiserreich; † 28. September 2001 in King’s Somborne, Hampshire), war eine deutsche Schauspielerin deutschbaltischer Herkunft.

## Leben
Irene von Meyendorff stammte aus dem deutsch-baltischen Adelsgeschlecht von Meyendorff. Sie flüchtete mit ihren Eltern nach der Oktoberrevolution nach Deutschland, wo ihr Vater Friedrich von Meyendorff (1890–1925) schon 1925 starb, und verlebte ihre Jugend in Bremen. Nach dem Abitur ging sie als Volontärin zur UFA, um Schnittmeisterin zu werden. Dort wurde sie für den Film entdeckt und spielte unter der Regie von Werner Klingler sofort eine Hauptrolle in dem Abenteuerfilm Die letzten Vier von Santa Cruz. Von Meyendorff ließ sich zur Theaterschauspielerin ausbilden und wurde eine vielbeschäftigte Filmdarstellerin.
Sie verkörperte meist vornehme Damen, in dem Propagandafilm Kolberg war sie die Preußenkönigin Luise. Sie stand 1944 in der Gottbegnadeten-Liste des Reichsministeriums für Volksaufklärung und Propaganda.
Nach dem Zweiten Weltkrieg verlegte von Meyendorff den Schwerpunkt ihrer Tätigkeit mehr auf die Bühne. Sie gastierte unter anderem in Stuttgart, Zürich, Frankfurt am Main und Hamburg.
In erster Ehe war sie mit dem Arzt Heinz Zahler verheiratet, in zweiter mit dem Filmproduzenten Joachim Matthes, in dessen Nachkriegsproduktion Film ohne Titel sie eine Episodenrolle übernahm. Danach heiratete sie den Hamburger Fotografen und Journalisten Pitt Severin. Der Schauspieler James Robertson Justice wurde wenige Tage vor seinem Tod 1975 ihr vierter Ehemann. Von Meyendorff, die seit 1967 britische Staatsbürgerin war, blieb in England. 1988 erhielt sie das Filmband in Gold für langjähriges und hervorragendes Wirken im deutschen Film.
Irene von Meyendorff starb am 28. September 2001 im Alter von 85 Jahren in King’s Somborne, Hampshire.

## Filmografie
- 1936: Die letzten Vier von Santa Cruz
- 1936: Verräter
- 1938: Fahrendes Volk
- 1938: Es leuchten die Sterne
- 1938: Zwei Frauen
- 1939: Schneider Wibbel
- 1939: Leinen aus Irland
- 1939: Wir tanzen um die Welt
- 1940: Casanova heiratet
- 1941: Frau Luna
- 1941: Was geschah in dieser Nacht?
- 1942: Einmal der liebe Herrgott sein
- 1942: Wen die Götter lieben
- 1942: Johann
- 1942/44: Philharmoniker
- 1943: Um 9 Uhr kommt Harald
- 1943/44: Eine kleine Sommermelodie (UA: 1982)
- 1943/45: Kolberg
- 1944: Opfergang
- 1945: Der Fall Molander (unvollendet)
- 1947: Film ohne Titel
- 1948: Der Apfel ist ab
- 1949: 1 x 1 der Ehe
- 1950: Epilog – Das Geheimnis der Orplid
- 1950: Pikanterie
- 1952: Gift im Zoo
- 1953: Der Vetter aus Dingsda
- 1954: Bildnis einer Unbekannten
- 1954: Rittmeister Wronski
- 1955: Versuchung
- 1956: Zärtliches Geheimnis
- 1956: Drei Birken auf der Heide
- 1957: Die Freundin meines Mannes
- 1960: Im Namen einer Mutter
- 1960: Die Botschafterin
- 1960: Das Paradies (TV)
- 1966: Lange Beine – lange Finger
- 1967: Hell Is Empty
- 1968: Mayerling